# San Antonito (contea di Bernalillo)
San Antonito è un census-designated place (CDP) degli Stati Uniti d'America, situato nello stato del Nuovo Messico, nella contea di Bernalillo.